# Companhia das Letras
Companhia das Letras es la principal editorial brasileña. Fue fundada en 1986 y su sede está en São Paulo.

## Historia
Fue fundada en 1986 por Luis Schwarcz, exdirector de Editora Brasiliense, y por su esposa, la historiadora y antropóloga Lilia Moritz Schwarcz. El editor Fernando Moreira Salles se integró a la empresa tres años después.
En su primer año de existencia publicó 48 títulos. Hasta 2011 había publicado 3500 títulos de 1500 autores diferentes y había vendido un total de 35 millones de ejemplares.
A partir de su fundación publicó obras de ficción, policiales, poesía, crítica literaria, historia, ciencia política, antropología, filosofía, psicoanálisis, series de fotografía, gastronomía, divulgación científica, biografías, etc.
El 5 de diciembre de 2011 la editorial anunció que Penguin Books, a través de su propietaria Pearson PLC, compró el 45% de Companhia das Letras y se creó un holding integrado por las familias Moreira Salles y Schwarcz para administrar el 55% restante.
En abril de 2015 Companhia das Letras y la editorial Objetiva, propiedad del Grupo Prisa desde 2005 hasta 2015, se integraron para formar el Grupo Companhia das Letras. Esta integración se dio como resultado de la compra por parte de Penguin Random House en 2015 de las editoriales del Grupo Santillana en Brasil, España, Portugal y países hispanoamericanos. Schcwarcz y Moreira Salles conservan el 55% del capital y Penguin Random House el 45% restante.
El grupo posee varios sellos editoriales: Companhia das Letras; Companhia das Letrinhas, dirigido al público infantil: Companhia de Bolso, para ediciones económicas; Quadrinhos na Companhia, para novelas gráficas, Editora Claro Enigma, para textos educativos y material didáctico, Penguin-Companhia, destinado a publicar en portugués obras del catálogo de Penguin Classics en su mismo formato; Portfolio-Penguin; Objetiva; Alfaguara; Alfaguara Infantil; Boa Companhia; Breve Companhia; Fontanar, Suma de Letras, Foglio; Panelinha; Paralela; Ponto de Leitura; Seguinte y Suma de Letras.